# Ratislaus von Rügen
Ratislaus von Rügen oder Ratze (* vor 1105; † 1141) war Fürst der westslawischen Ranen und wurde auch als König von Rügen bezeichnet. Von den Chronisten wird er auch Radislaus, Ratibor oder Regbus genannt. Er ist der Stammvater des rügischen Fürstenhauses, das in seiner regierenden Hauptlinie 1325 mit Wizlaw III. erlosch. 

## Leben
Direkte urkundliche Belege über ihn gibt es nicht. Er war Sohn eines Wartislaw. Ratislaus kämpfte unglücklich gegen den Obotritenfürsten Heinrich. 
Die Bezeichnung König ist mit Vorsicht zu betrachten, alte Chronisten, wie Saxo usw. benutzten diese Titel häufig, sie widersprechen aber der geschichtlichen Realität. Ob die Aussagen der Chronisten des 18. Jahrhunderts zutreffend sind, ist gleichfalls fraglich, oftmals fehlen urkundliche Nachweise, oder enthalten ungenaue Angaben. Sie zitierten häufig ältere Quellen und übernahmen deren Formulierung.

## Familie
Als sein Großvater wurde lange der Abodritenfürst Kruto (auch: Crito) angesehen, der wiederum Sohn eines Grin (auch: Grimmus) war. Diese Versuche, das ranische Fürstenhaus mit Kruto in Verbindung zu bringen, gelten aber heute als widerlegt.
Die Chronisten bezeichnen Ratislaus auch gelegentlich als Fürsten der Rugier, da man annahm, dass von diesem ostgermanischen Stamm, der in der Völkerwanderung nach Italien zog und dort mit dem Ostgotenreich 553 unterging, die Insel Rügen ihren Namen trage, was heute aber höchst umstritten ist. Erst recht besteht keine Stammesverwandtschaft der westslawischen Ranen zu den ostgermanischen Rugiern.
Ratislaus' Gattin soll eine Schwester des Fürsten Mitzlaw von Gützkow gewesen sein, der 1128 von Bischof Otto von Bamberg zum Christentum bekehrt wurde.
Seine Nachkommen waren:
- Tezlaw († 1170, andere Quelle † 1210), auch bekannt als Tetzlaw oder Tetislaw, der von 1162 bis 1170 erst König, später Fürst von Rügen genannt wurde
- (möglicherweise) Stoislaw I. († nach 1193, andere Quelle † 1207), auch bekannt als Stoislaw von Putbus, Stammvater der von Putbus (ausgestorben 1854)
- Jaromar I. († 1218), ab 1170 Fürst von Rügen

Die Abstammung Stoislaws von Ratislaus ist allerdings unklar. Der pommersche Chronist Thomas Kantzow vertrat diese Ansicht, weil Stoislaw und sein Sohn Isaak in der Gründungsurkunde für das Kloster Bergen auf Rügen von 1193 neben den Söhnen von Jaromar I. genannt werden. Von einer Verwandtschaft ist daher auszugehen, jedoch ist nicht nachweisbar, ob Stoislaw tatsächlich ein Bruder der Fürsten Tezlaw und Jaromar I. war oder ob ein entfernterer Verwandtschaftsgrad bestand. Auf Stoislaw I. ist aber möglicherweise die Entstehung der Vilmnitzer Kirche zurückzuführen (siehe im Artikel Stoislaw I.), die ab 1351 Begräbnisstätte der Familie von Putbus war.